# Вишнёвое (Ровненская область)
Вишнёвое (укр. Вишневе) — село в Демидовской поселковой общине Дубенского района Ровненской области Украины.
До 2020 года входило в Демидовский район.
Население по переписи 2001 года составляло 343 человека. Почтовый индекс — 35136. Телефонный код — 3637. Код КОАТУУ — 5621483503.